# Stenus meridionalis
Stenus meridionalis är en skalbaggsart som beskrevs av Thomas Casey. Stenus meridionalis ingår i släktet Stenus och familjen kortvingar. Inga underarter finns listade i Catalogue of Life.